# Ann Demeulemeester
Ann Demeulemeester (Kortrijk, Bélgica, 29 de dezembro de 1959) é uma estilista belga, fundadora da marca homônima Ann Demeulemeester, que apresenta suas coleções na Semana de Moda de Paris, tendo sido membro do grupo de estilistas conhecido na segunda metade dos anos 80 como Antwerp Six (seis da Antuérpia), todos formados na Academia Real de Belas Artes da Antuérpia e que se destacaram em uma mostra feita coletivamente em 1986 na London Fashion Week pela sua estética vanguardista.
Em 2013, a estilista anunciou que deixaria sua marca. Na ocasião, declarou: "Uma nova era está vindo tanto para minha vida pessoal quanto para a marca Ann Demeulemeester. Sinto que é hora de separar nossos caminhos. Ann Demeulemeester é agora uma marca desenvolvida, com sua própria identidade e legado e capaz de continuar crescendo sem mim".  Foi substituída na direção criativa da marca em 2014 pelo francês Sebastien Meunier.